# أمير لافي
أمير لافي (بالعبرية: אמיר לביא‏) هو لاعب كرة قدم إسرائيلي في مركز الوسط، ولد في 25 يونيو 1988 في أسدود في إسرائيل. لعب مع نادي أسدود.

## وصلات خارجية
- أمير لافي على موقع قاعدة بيانات كرة القدم.إي يو (الإنجليزية)
- أمير لافي على موقع Soccerway.com (الإنجليزية)